# 胎生植物

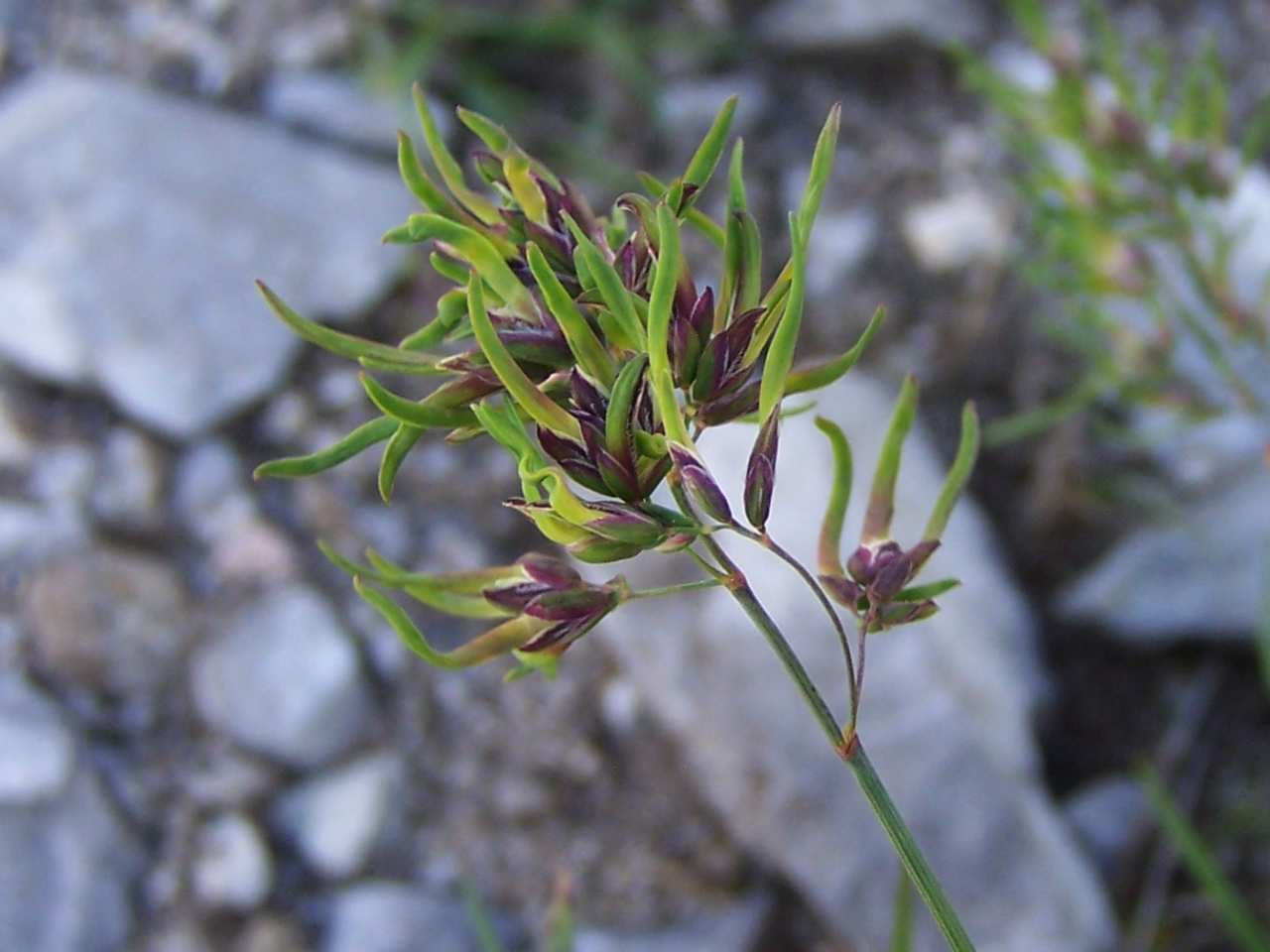
高山早熟禾, 是一種胎生植物，種子受精後仍存留於母體內。

胎生植物（Viviparous plants）又称 胎萌植物，是指果实成熟后不脱离母体植物，种子仍留在果实中并不掉落，而会在果实内直接发芽长成幼苗；即幼苗在母株上发育后才脱落、着生进而独立生长。
红树科的胎生，首先是胎生根（viviparous root）突破种皮及果皮，接着胚轴变粗而与胎生根形成棒状物，子叶仍留在种子内吸取母体养分；胚芽可从果实中钻出来并在母树上长成幼苗。当小树长到约20－30厘米左右高时，就自动落到海滩泥地里，然后生出根来，如果落下正落到水面上不能插入泥土，它会随海浪漂流，一旦遇到泥土，它就照样能扎下根，生长发育。
红树林是一類稀有的木本胎生植物。